# 查尔斯·伯内尔
查尔斯·伯内尔（英語：Charles Burnell，1876年1月13日—1969年10月3日），英国男子赛艇运动员。他曾代表英国参加1908年夏季奥林匹克运动会赛艇比赛，获得男子八人单桨有舵手金牌。

## 家庭
儿子迪基·伯内尔。